# Киро Глигоров
 Тази статия е за президента на Северна Македония.  За революционера от ВМРО вижте Кирил Глигоров (революционер).  
Киро Благоев Глигоров (на македонска литературна норма: Киро Благоев Глигоров) е политик от Федерална Югославия и Република Македония, първи президент на страната от 1991 до 1999 година.

## Биография
Роден е като Кирил Благоев Григоров или Панчев на 3 май 1917 година в Щип, тогава анексиран от Царство България. След завършването на прогимназия в Щип, Кирило Глигорович постъпва в сръбска гимназия с интернат в Скопие. Дипломира се в Юридическия факултет на Белградски университет през 1940 година и остава да работи там. След краха на Югославия и българската анексия на Вардарска Македония през 1941 година той се връща в Скопие и започва да работи като юрисконсулт на банка. През 1942 година Глигоров е арестуван от българската полиция по донос, че е просръбски настроен комунист. Освободен е по нареждане на кмета на Скопие Спиро Китинчев, който гарантира за него като благонадежден българин. По-късно, през 1943 година се включва в нелегалното движение, а през 1944 година става активист на комунистическата партия. Член е на АСНОМ, където отговаря за финансите. През 1944 година е един от критиците на Манифеста на АСНОМ, който вкарва новосформираната Народна Република Македония в Югославия. След 1944 година заема редица важни постове в администрацията. Впоследствие е финансов секретар на Съюзния изпълнителен съвет, член е на Председателството на СФРЮ и председател на Скупщината на СФРЮ.
След разпада на Югославия е първият президент на Република Македония. Заради него във въпроса на референдума за независимост на страната, проведен на 8 септември 1991 година е добавена възможност за „право“ на бъдещата независима Македония да влезе в „бъдещ съюз на суверенните държави на Югославия“ – тоест, възможност за повторното ѝ присъединяване към Сърбия. Има два мандата от 1991 до 1999 година. За президент на Македония е избран на 27 януари 1991 година, а за втори мандат на 19 ноември 1994. Изпълнява функцията Президент на Републиката до 19 ноември 1999 година. По времето на своите два мандата се опитва да стабилизира Република Македония и да я предпази от обтегнати съседски отношения. Провежда политика на „еквидистанция“ (равноотдалечаване) от всички съседи на страната: Сърбия и Черна гора, България, Гърция и Албания.
На 3 октомври 1995 г. срещу него е извършен атентат, когато паркирана кола се взрвивява в близост до преминаващата му служебна кола. Шофьорът му загива, а Глигоров е тежко ранен над дясното си око, с което ослепява. След това не е в състояние да изпълнява президентските си функции до 1996 година. Атентатът служи като повод за провеждане на противобългарска пропагандна и репресивна кампания срещу Македонските граждани, запазили Българското си самосъзнание, по време на която много от тях са арестувани и измъчвани.По това време длъжността президент заема Стоян Андов. Извършителите на атентата така и не са установени.
За отношенията между Република Македония и България Глигоров казва:
| „ | Отношенията между двете страни могат да бъдат и по-добри, но им пречат различни хора, на които това не им харесва, за жалост. Мисля, че отношенията между България и Македония ще бъдат и трябва да бъдат много близки, братски. Има много македонци в България, те са се преселили там бягайки от турци, гърци, от други... и значи сега живеят в България. | “ |

### Личен живот
През 1943 г. се жени за Нада Глигорова, дъщеря на ренегата на ВМРО Стоян Мишев. Син на Киро Глигоров е Владимир Глигоров, един от основателите на сръбската Демократическа партия. Умира на 1 януари 2012 година в Скопие. Погребан е от семейството си в община Бутел.